# 육도 (병법)
《육도》(六韜)는 중국의 대표적인 병법서로, 무경칠서 중의 하나이다. 《삼략》과 같이 병칭된다. ‘도’(韜)는 검이나 활 등을 넣는 봉투의 의미이다. 〈문도〉(文韜), 〈무도〉(武韜), 〈용도〉(龍韜), 〈호도〉(虎韜), 〈표도〉(豹韜), 〈견도〉(犬韜) 등 6권 60편으로 완성되어, 모든 편목이 태공망 강상(太公望姜尙)이 주 문왕, 무왕에 병법을 전수하는 내용으로 구성되어 있다.

## 개요
선진(先秦)의 고서(古書) 《육도》는 송나라 시대에 간행된 송간행본이 통용으로 보급되었지만, 《한서예문지》(漢書藝文志) 〈병서략〉(兵書略)에 육도의 이름이 보이지 않고, 《수서경적지》(隋書經籍志) 〈병가〉(兵家)에 그 《육도》의 이름이 적혀 있다. 이 때문에 요제항(姚際恒)은 고금위서고(古今偽書攷)에서 진한 이후의 위작이라고 논하고 있다. 그러나, 1972년 발굴된 은작산 한나라 무덤에 출토된 죽간에 〈문도〉, 〈무도〉, 〈호도〉 등 일부가 남아 있는 편목이 발견되어 전한 전반기 기원전 2세기에는 이미 유포된 것으로 판명되었다. 육도는 전국시대에 저작되었다는 설이 가능성이 높다.
한나라 건국 공신인 참모 장량이 황석공에게 양도했다고 하는 서적이기도 하다.